# Crithagra menachensis
Il verzellino dello Yemen (Crithagra menachensis (Ogilvie-Grant, 1913)) è un uccello passeriforme della famiglia Fringillidae.

## Etimologia
Il nome scientifico della specie, menachensis, deriva da Menacha/Manakhah, antico nome dello Yemen, in riferimento all'areale di diffusione di questi uccelli.

## Descrizione

### Dimensioni
Misura 11–12 cm di lunghezza, e 12-14 grammi di peso.

### Aspetto
Si tratta di uccelletti dall'aspetto slanciato, muniti di testa arrotondata, becco conico, ali appuntite e coda dalla punta lievemente forcuta.

Il piumaggio è grigio uniforme su mustacchi, nuca e dorso, più scuro su ali e coda, mentre basso ventre e sottocoda sono bianchi ed il resto del piumaggio è biancastro, con le singole penne munite di una singola striatura longitudinale grigia, a dare alla livrea un aspetto striato: il codione è giallastro. Il becco è di colore brunastro con punta più scura, le zampe sono di colore carnicino scuro e gli occhi sono di colore bruno scuro.

## Biologia
Si tratta di uccelli essenzialmente diurni e dalle abitudini gregarie, che tendono a passare la maggior parte della giornata cercando il cibo al suolo.

### Alimentazione
La dieta di questi uccelli è perlopiù granivora, basandosi su semi delle piante erbacee e cespugli (come la salvia), comprendendo però anche altri alimenti sia di origine vegetale (germogli, fiori, bacche) che animale (insetti ed altri piccoli invertebrati).

### Riproduzione
La stagione riproduttiva va solitamente da marzo a dicembre, con un secondo picco delle schiuse in marzo-aprile: si tratta di uccelli rigidamente monogami, i cui maschi attirano le femmine cantando da posatoi in evidenza per poi seguirle insistentemente con le penne arruffate e le ali semiaperte e puntate verso il basso, fino a quando esse non si dimostrino pronte all'accoppiamento, cosa che viene segnalata dalle stesse accovacciandosi e spostando lateralmente la coda.
Il nido è a forma di coppa e viene costruito dalla femmina (col maschio che fornisce parte del materiale da costruzione) intrecciando fibre vegetali in una spaccatura della roccia o sotto un cespuglio: in questa specie si osserva una debole tendenza alla colonialità, con una decina di nidi costruiti a una decina di metri gli uni dagli altri. All'interno del nido, la femmina depone 3-4 uova, che provvede a covare da sola per circa due settimane, mentre il maschio si occupa di nutrirla e di fare la guardia al nido: i pulli vengono accuditi da ambedue i genitori: ciechi ed implumi alla schiusa, essi sono in grado d'involarsi attorno alle tre settimane di vita, rendendosi di fatto indipendenti attorno al mese e mezzo dalla schiusa.

## Distribuzione e habitat
Come intuibile dal nome comune, il verzellino dello Yemen vive nello Yemen occidentale: lo si trova però anche in Arabia Saudita sud-occidentale e nel Dhofar sud-occidentale.
L'habitat di questi uccelli è rappresentato dalle aree submontane e montane rocciose con presenza di aree erbose, cespugli ed alberi isolati.